# Бернардіно Фернандес де Веласко
Бернардіно Фернандес де Веласко Енрікес де Гусман-і-Лопес Пачеко, 14-й герцог Фріас (ісп. Bernardino Fernández de Velasco Enríquez de Guzmán y López Pacheco; 1783—1851) — іспанський письменник, дипломат і політик, голова уряду країни восени 1838 року.